# Case sul mare
Case sul mare (Maisons au bord de la mer) è un pastello del pittore francese Edgar Degas, realizzato nel 1869 e conservato al Musée d'Orsay di Parigi.

## Descrizione
Nonostante la dichiarata predilezione per i fantini e le ballerine, Degas si è cimentato con  entusiasmo anche nel paesaggio, giungendo a risultati di
grande fascinazione. È il caso di Case sul mare, un pastello del 1881, nel quale l'artista raffigura il paesaggio di Étretat, città dove soggiornò per fare visita all'amico Manet, residente a Boulogne. L'opera, presente al Louvre nel 1959, pervenne alla sua sede attuale nel 1986, anno in cui venne trasferita al museo d'Orsay, dove è tuttora esposta con numero d'inventario RF 31201.
Case sul mare dichiara apertamente l'influenza della tecnica grafico-mnemonica di Jean-Auguste-Dominique Ingres, maestro neoclassico da sempre venerato da Degas, sin dalla giovinezza. Come hanno giustamente osservato diversi critici, infatti, il paesaggio descritto da Case sul mare sembra quasi astrarre dal reale, come se si materializzasse attraverso la nebbia dei ricordi. Ciò ha particolarmente senso alla luce degli insegnamenti che Ingres diede al giovane Degas, cui suggerì di studiare approfonditamente la natura e gli antichi maestri, per poi ridisegnare quanto osservato a distanza di tempo nello studio, senza il modello davanti.